# Periointegration
Periointegration bezeichnet die reizlose und entzündungsfreie Einbettung eines enossalen Zahnimplantates in die umgebende Mundschleimhaut. Ziel ist eine dauerhafte Hart- und Weichgewebsstabilität um das Implantat zur Prävention einer Periimplantitis.
Periointegration berücksichtigt im Gegensatz zur Osseointegration nicht ausschließlich knöcherne und mikrobiologische Faktoren der Implantatversorgung. Die Periointegration beschäftigt sich mit der periimplantären Mukosa, also dem subepithelialen Bindegewebe und dem Epithel. Durch Periointegration soll die langfristige bakterielle Abdichtung des natürlichen Zahnfleischsaumes zum Infektionsschutz der darunter liegenden Gewebe (Bindegewebe und Knochen) zur Prävention einer Periimplantitis erreicht werden. Ziel ist die entzündungsfreie Gesunderhaltung von den Hart- und Weichgewebsstrukturen, die das Implantat umgeben.

## Maßnahmen
Um eine langfristig stabile Anhaftung der Weichgewebsmanschette an Implantatschulter oder -abutment zu erreichen, sind unter anderem eine langfristig reduzierten Plaque-Akkumulation und Biofilmbildung auf den Implantat- und Suprastrukturen notwendig. Periointegration besteht aus drei Komponenten: Präventiv sollen bei der Implantation gewebefreundliche Materialien verwendet werden, diagnostisch steht die Früherkennung einer Periimplantitis durch Tests im Mittelpunkt und therapeutisch sollte bereits bei einer periimplantären Mukositis medizinisch interveniert werden.

## Geschichte
Periointegration ist ein noch junger Schwerpunkt der dentalen Implantologie. Anlass zur Etablierung der Periointegration gab die Zunahme periimplantärer Entzündungen an enossalen Implantaten. Daraus schlussfolgernd erkannte die Implantologie die Notwendigkeit, sich über die Osseointegration hinaus mit der Gesunderhaltung des gesamten periimplantären Hart- und Weichgewebes zu befassen.
Die internationale Academy of Periointegration stellt seit ihrer Gründung in Berlin im Dezember 2006 die dauerhafte Periointegration von dentalen Implantaten in ihr umgebendes Gewebe in den Fokus ihrer Betrachtungen. Mittlerweile etabliert sich Periointegration als Thema bei zahnmedizinischen Kongressen und Fortbildungen.